# ゴーレイセル
ゴーレイセルとは、主に赤外線を検出する光検出器のひとつである。

## 原理

ゴーレイセルの構造

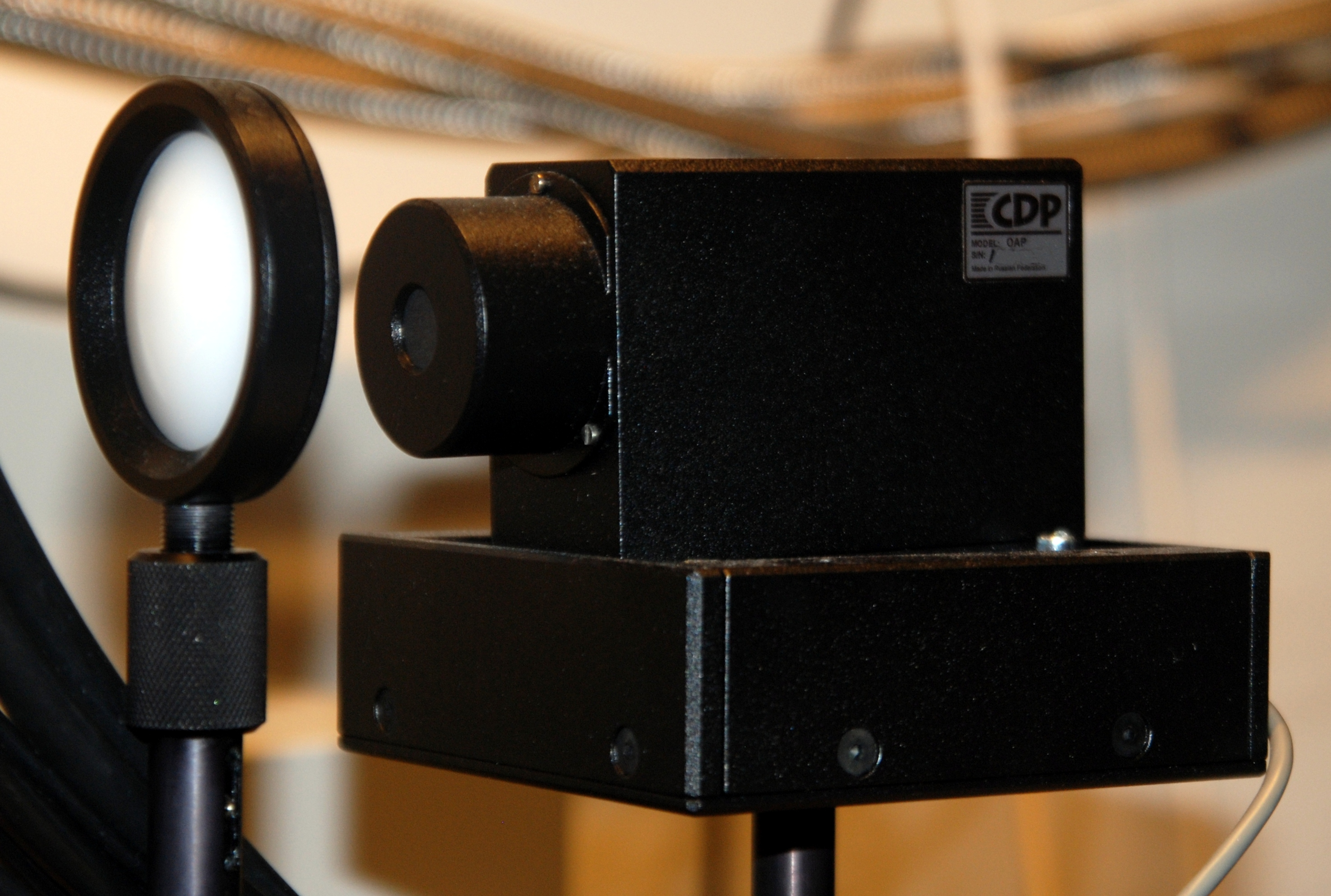
THz検出器としてのゴーレイセル

赤外線吸収膜が赤外線を吸収して温度が上昇し、それによってキセノンガスの圧力が上がると可撓鏡が変形する。その結果生じるプローブの光が受ける反射の変化をフォトダイオードなどで検出する。